# Puente Regina Margherita
El puente Regina Margherita (en español, Puente de la Reina Margarita), también conocido como Ponte Margherita, es un puente sobre el Tíber que une la Piazza della Libertà con el Lungotevere Arnaldo da Brescia, entre los rioni de Campo de Marte y Prati en Roma, Italia.

## Descripción
El puente fue diseñado por el arquitecto Angelo Vescovali y construido entre 1886 y 1891; estaba dedicado a Margarita de Saboya, primera reina de Italia (1861-1946), esposa de Humberto I. El puente sirve de conexión directa entre el barrio de Prati y la Piazza del Popolo. Es uno de los 5 puentes que Vescovali construyó en Roma a finales del siglo XIX y fue el primer puente de mampostería construido sobre el Tíber en muchos siglos. 
Durante siglos el río sirvió de barrera defensiva entre la piazza del Popolo y el Castel Sant'Angelo. Tras la anexión de Roma al recién creado Reino de Italia en 1870 se puso fin a los Estados Pontificios y con ello las murallas de la ciudad perdieron su utilidad. Se reformaron los muros construidos a lo largo del río para crear un nuevo cauce y unos nuevos paseos. Los puentes de Vescovali abrieron la ciudad vieja a los barrios nuevos al otro lado del Tíber.
Presenta tres arcos de mampostería revestidos de travertino y mide unos 110 metros de largo.